# Mono Pond State Park Reserve
Mono Pond State Park Reserve ist ein State Park im US-Bundesstaat Connecticut auf dem Gebiet der Gemeinde Columbia, 8 miles (13 km) südwestlich von Willimantic.

## Geographie
Der Mono Pond erstreckt sich auf 113 acres (46 ha) von Süden nach Norden und entwässert über den Giffords Brook, der in nordöstlicher Richtung verläuft zum Tenmile River hin. In seinem nördlichen Teil befindet sich eine große Insel. Die höchste Erhebung im Park steigt auf 541 ft (165 m) über dem Meer an.

## Freizeitaktivitäten
Der See darf mit Motorbooten (mit Geschwindigkeitsbegrenzung: 8-hp limit) und nichtmotorisierten Booten befahren werden. Darüber hinaus gibt es Möglichkeiten zum Angeln, Wandern und Jagen.